# Солитон

График «тёмного солитона»

Солито́н — структурно устойчивая уединённая волна, распространяющаяся в нелинейной среде.
Солитоны ведут себя подобно частицам (частицеподобная волна): при взаимодействии друг с другом или с некоторыми другими возмущениями они не разрушаются, а продолжают движение, сохраняя свою структуру неизменной. Это свойство может использоваться для передачи данных на большие расстояния без помех. Кроме того, в отличие от гармонических волн, классические солитоны помимо переноса энергии осуществляют также перенос вещества (сдвиг в направлении своего движения на конечное расстояние).
История изучения солитона началась в августе 1834 года на берегу канала Юнион вблизи Эдинбурга. Джон Скотт Рассел наблюдал на поверхности воды явление, которое он назвал уединённой волной — «solitary wave».
Впервые понятие солитона было введено для описания нелинейных волн, взаимодействующих как частицы. Свойство солитонов переносить вещество предложено использовать в качестве одного из механизмов возбуждения электрических токов в плазме и разделения вещества и антивещества в ранней Вселенной.
Солитоны бывают различной природы:
- на поверхности жидкости[8] (первые солитоны, обнаруженные в природе[9]), иногда считают таковыми волны цунами и бор[10]
- ионозвуковые и магнитозвуковые солитоны в плазме[11]
- гравитационные солитоны в слоистой жидкости[12]
- солитоны в виде коротких световых импульсов в активной среде лазера[13]
- можно рассматривать в качестве солитонов нервные импульсы[14]
- солитоны в нелинейно-оптических материалах[15][16]
- солитоны в воздушной среде[17]

## Математическая модель

### Уравнение Кортевега — де Фриза

Распад синусоидальной волны на солитоны, наблюдавшийся Забуски и Крускалом при численном решении уравнения КдФ

Одной из простейших и наиболее известных моделей, допускающих существование солитонов в решении, является уравнение Кортевега — де Фриза:
{\displaystyle u_{t}-6uu_{x}+u_{xxx}=0}
Одним из возможных решений данного уравнения является уединённый солитон:
{\displaystyle u(x,t)=-{\frac {2\varkappa ^{2}}{\mathrm {ch} ^{2}\,\varkappa (x-4\varkappa ^{2}t-\varphi )}}}
где {\displaystyle 2\varkappa ^{2}} — амплитуда солитона, {\displaystyle \varphi } — фаза. Эффективная ширина основания солитона равна {\displaystyle \varkappa ^{-1}}. Такой солитон движется со скоростью {\displaystyle v=4\varkappa ^{2}}. Видно, что солитоны с большой амплитудой оказываются более узкими и движутся быстрее.
В более общем случае можно показать, что существует класс многосолитонных решений, таких что асимптотически при {\displaystyle t\to \pm \infty } решение распадается на несколько удалённых одиночных солитонов, движущихся с попарно различными скоростями. Общее N-солитонное решение можно записать в виде
{\displaystyle u(x,t)=-2{\frac {d^{2}}{dx^{2}}}\ln \det A(x,t)}
где матрица {\displaystyle A(x,t)} даётся выражением
{\displaystyle A_{nm}=\delta _{nm}+{\frac {\beta _{n}}{\varkappa _{n}+\varkappa _{m}}}\mathrm {e} ^{8\varkappa _{n}^{3}t-(\varkappa _{n}+\varkappa _{m})x}}
Здесь {\displaystyle \beta _{n},n=1,\dots ,N} и {\displaystyle \varkappa _{n}>0,n=1,\dots ,N} — произвольные вещественные постоянные.
Замечательным свойством многосолитонных решений является безотражательность: при исследовании соответствующего одномерного уравнения Шрёдингера
{\displaystyle -\partial _{x}^{2}\psi (x)+u(x)\psi (x)=E\psi (x)}
с потенциалом {\displaystyle u(x)}, убывающим на бесконечности быстрее чем {\displaystyle |x|^{-1-\varepsilon }}, коэффициент отражения равен 0 тогда и только тогда, когда потенциал есть некоторое многосолитонное решение уравнения КдФ в некоторый момент времени {\displaystyle t}.
Интерпретация солитонов как некоторых упруго взаимодействующих квазичастиц основана на следующем свойстве решений уравнения КдФ. Пусть при {\displaystyle t\to -\infty } решение имеет асимптотический вид {\displaystyle N} солитонов, тогда при {\displaystyle t\to +\infty } оно также имеет вид {\displaystyle N} солитонов с теми же самыми скоростями, но другими фазами, причём многочастичные эффекты взаимодействия полностью отсутствуют. Это означает, что полный сдвиг фазы {\displaystyle k}-го солитона равен
{\displaystyle \Delta \varphi _{k}=\sum _{\stackrel {n=1}{n\neq k}}^{N}\Delta \varphi _{nk}}
Пусть {\displaystyle n}-й солитон движется быстрее, чем {\displaystyle m}-й, тогда
{\displaystyle \Delta \varphi _{n}^{+}=\Delta \varphi _{kn}={\frac {1}{\varkappa _{n}}}\ln \left|{\frac {\varkappa _{n}+\varkappa _{m}}{\varkappa _{n}-\varkappa _{m}}}\right|}
{\displaystyle \Delta \varphi _{k}^{-}=\Delta \varphi _{nk}=-{\frac {1}{\varkappa _{m}}}\ln \left|{\frac {\varkappa _{n}+\varkappa _{m}}{\varkappa _{n}-\varkappa _{m}}}\right|}
то есть фаза более быстрого солитона при парном столкновении увеличивается на величину {\displaystyle \Delta \varphi _{n}^{+}}, а фаза более медленного — уменьшается на {\displaystyle \Delta \varphi _{k}^{-}}, причём полный сдвиг фазы солитона после взаимодействия равен сумме сдвигов фаз от попарного взаимодействия с каждым другим солитоном.

### Нелинейное уравнение Шрёдингера
Для нелинейного уравнения Шрёдингера:
{\displaystyle iu_{t}+u_{xx}+\nu \vert u\vert ^{2}u=0}
при значении параметра {\displaystyle \nu >0} допустимы уединённые волны в виде:
{\displaystyle u\left(x,t\right)=\left({\sqrt {\frac {2\alpha }{\nu }}}\right)\mathrm {ch} ^{-1}\left({\sqrt {\alpha }}(x-Ut)\right)e^{i(rx-st)},}
где {\displaystyle r,s,\alpha ,U} — некоторые постоянные, связанные соотношениями:
{\displaystyle U=2r}
{\displaystyle s=r^{2}-\alpha }
Дромион — решение уравнения Дейви-Стюартсона.